# Agrypon subclavatum
Agrypon subclavatum là một loài tò vò trong họ Ichneumonidae.